# Freziera
Freziera là một chi thực vật có hoa trong họ Pentaphylacaceae.

## Loài
Chi Freziera gồm các loài: